# Saizerais
Saizerais est une commune française située dans le département de Meurthe-et-Moselle en région Grand Est.

## Géographie

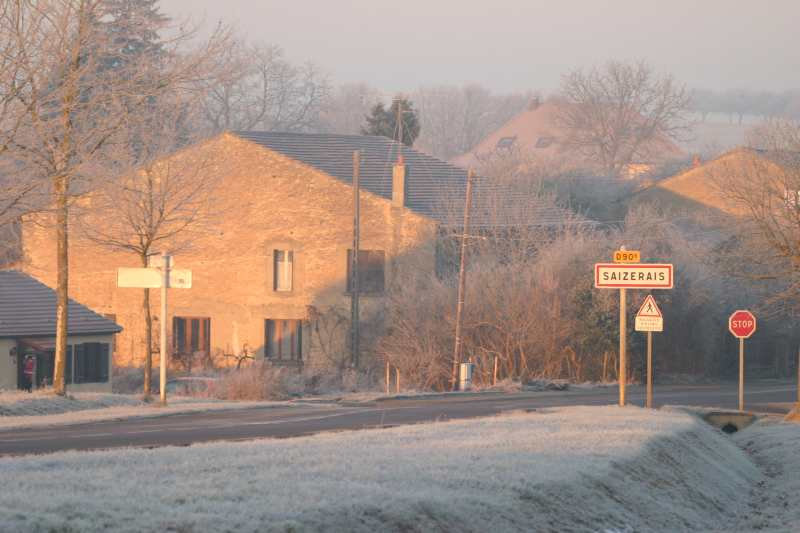

La commune de Saizerais est située dans le département de Meurthe-et-Moselle, en région Lorraine.
Saizerais se trouve à 19 km au nord-ouest de Nancy et à 15 km au sud de Pont-à-Mousson.
Saizerais fait partie de la communauté de communes du Bassin de Pompey. Le village se trouve en bordure du plateau lorrain à 250 m d'altitude, à 8 km du confluent de la Moselle et de la Meurthe et marque l'entrée sud ouest du parc naturel régional de Lorraine.
| Villers-en-Haye  | Dieulouard | Belleville |
| Rosières-en-Haye | Saizerais  | Marbache   |
|                  | Liverdun   |            |

### Hydrographie
La commune est dans le bassin versant du Rhin au sein du bassin Rhin-Meuse. Elle n'est drainée par aucun cours d'eau,.

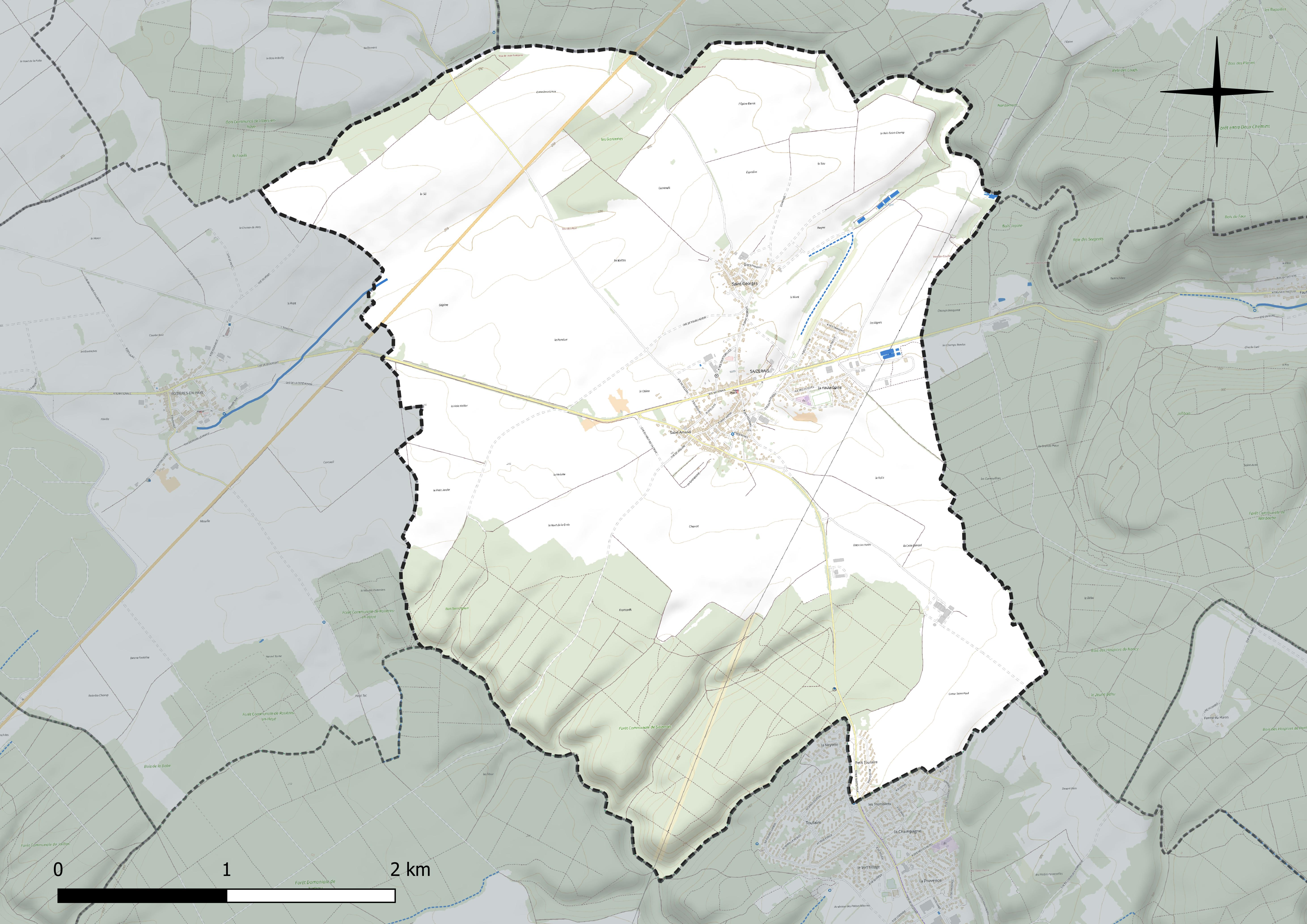
Réseau hydrographique de Saizerais.

### Climat
Pour des articles plus généraux, voir Climat du Grand Est et Climat de Meurthe-et-Moselle.
En 2010, le climat de la commune est de type climat océanique dégradé des plaines du Centre et du Nord, selon une étude du Centre national de la recherche scientifique s'appuyant sur une série de données couvrant la période 1971-2000. En 2020, Météo-France publie une typologie des climats de la France métropolitaine dans laquelle la commune est exposée à un climat semi-continental et est dans la région climatique  Lorraine, plateau de Langres, Morvan, caractérisée par un hiver rude (1,5 °C), des vents modérés et des brouillards fréquents en automne et hiver. 
Pour la période 1971-2000, la température annuelle moyenne est de 9,6 °C, avec une amplitude thermique annuelle de 16,7 °C. Le cumul annuel moyen de précipitations est de 777 mm, avec 11,8 jours de précipitations en janvier et 9,1 jours en juillet. Pour la période 1991-2020, la température moyenne annuelle observée sur la station météorologique de Météo-France la plus proche, « Nancy-Essey », sur la commune de Tomblaine à 17 km à vol d'oiseau, est de 11,0 °C et le cumul annuel moyen de précipitations est de 746,3 mm. 
La température maximale relevée sur cette station est de 40,1 °C, atteinte le 24 juillet 2019 ; la température minimale est de −24,8 °C, atteinte le 21 février 1956,,. 
Les paramètres climatiques de la commune ont été estimés pour le milieu du siècle (2041-2070) selon différents scénarios d'émission de gaz à effet de serre à partir des nouvelles projections climatiques de référence DRIAS-2020. Ils sont consultables sur un site dédié publié par Météo-France en novembre 2022.

## Urbanisme

### Typologie
Au 1er janvier 2024, Saizerais est catégorisée bourg rural, selon la nouvelle grille communale de densité à sept niveaux définie par l'Insee en 2022.
Elle est située hors unité urbaine. Par ailleurs la commune fait partie de l'aire d'attraction de Nancy, dont elle est une commune de la couronne,. Cette aire, qui regroupe 353 communes, est catégorisée dans les aires de 200 000 à moins de 700 000 habitants,.

### Occupation des sols
L'occupation des sols de la commune, telle qu'elle ressort de la base de données européenne d’occupation biophysique des sols Corine Land Cover (CLC), est marquée par l'importance des territoires agricoles (64,6 % en 2018), en diminution par rapport à 1990 (65,9 %). La répartition détaillée en 2018 est la suivante : 
terres arables (61,5 %), forêts (28,4 %), zones urbanisées (7,1 %), prairies (3 %). L'évolution de l’occupation des sols de la commune et de ses infrastructures peut être observée sur les différentes représentations cartographiques du territoire : la carte de Cassini (XVIIIe siècle), la carte d'état-major (1820-1866) et les cartes ou photos aériennes de l'IGN pour la période actuelle (1950 à aujourd'hui).

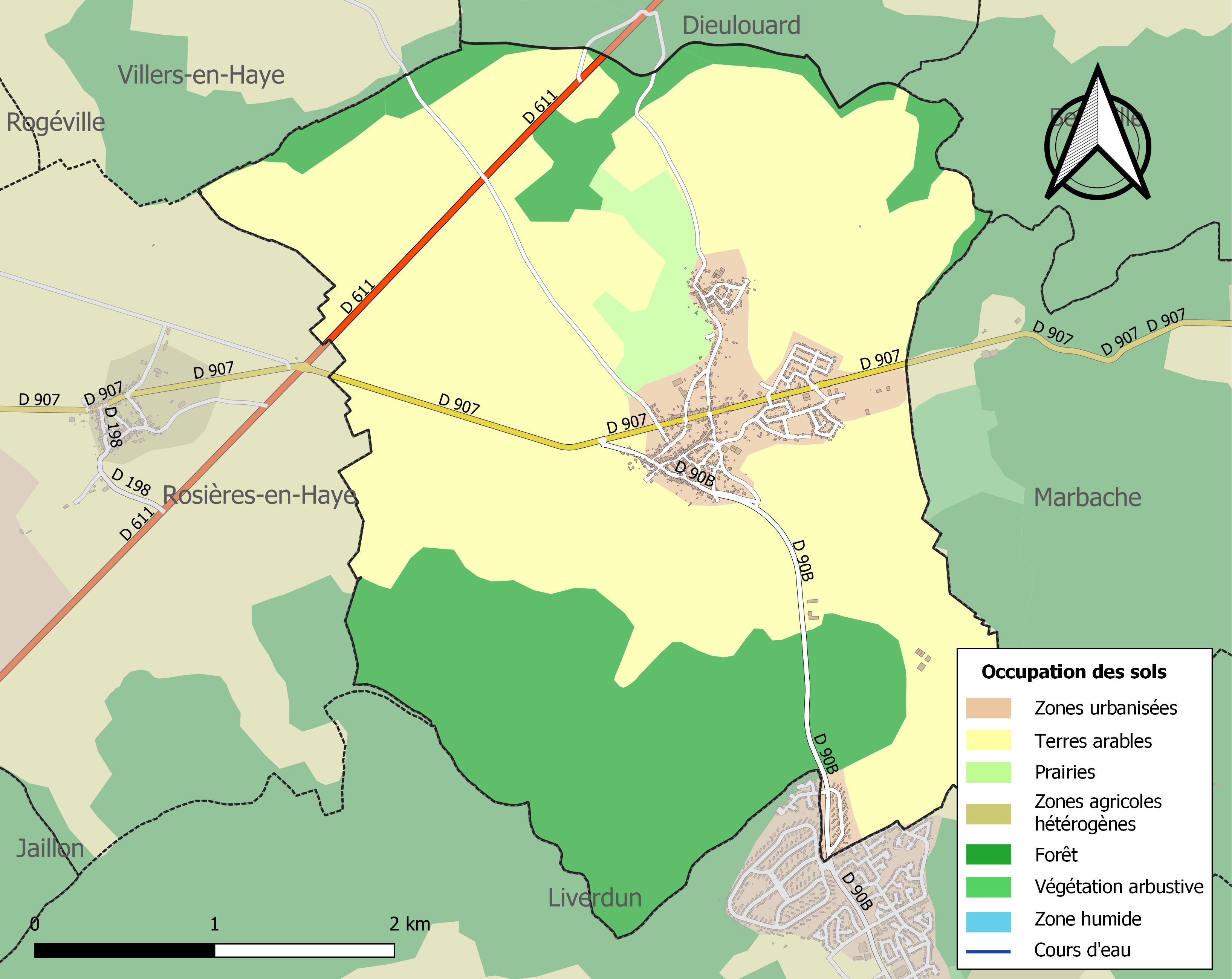
Carte des infrastructures et de l'occupation des sols de la commune en 2018 (CLC).

## Toponymie
Saizerais était jusqu'au XIXe siècle fait de deux villages distincts mais accolés, Saint Georges et Saint Amand.

Aujourd’hui encore, on dit « le gros Saizerais » pour Saint-Amand, et « le petit Saizerais » pour Saint-Georges. 
Le nom de la localité est attesté sous les formes Ecclesia in honore sancti Amandi in villa Sasiriaca (923) ; Ecclesia de Sasiriaco (942) ; Sasiriacum in comitatu Scarponensi (960) ; Villa de Sesariaco (1137) ; Sasere (1179) ; Ecclesia de utroque Sasireio (1188) ; Les dous Saizereiz (1305) ; Les Grande et Petite-Saizerais (1396) ; Sarzereyum (1402) ; Les dous Saizereis (1420) ; Les dous Saisarey (1424) ; Les Saisereis (1441) ; Sazerey, les Sazereys, les Sasereis (1500) ; Saseray (1594) ; Les Saizerey-Sainct-Georges et Sainct-Amand (1600) ; Sazereye (1719).
Le nom latin de Caesaris arces donné par Nicolas Durival a fait penser qu’un camp romain, ou tout au moins de petits postes fortifiés, auraient existé sur les hauteurs qui dominent Saizerais, et pourrait dériver du latin caesaris castris, « le camp de césar » d'après Henri Lepage ; en passant par une déformation du type nom + suffixe en iacum : Sasserus iacum, Henri Lepage après avoir admis cette hypothèse, la discute ensuite.

## Histoire
- Présence gallo-romaine.
- Il y avait jusqu'au XIXe siècle deux villages de Saizerais (Saint-Georges et Saint-Amand), au point qu'on disait : "les deux Saizerais".

## Politique et administration
| Période                                  | Période  | Identité                                       | Étiquette | Qualité |
| ---------------------------------------- | -------- | ---------------------------------------------- | --------- | ------- |
| Les données manquantes sont à compléter. |          |                                                |           |         |
| mars 2001                                | 2014     | Édith Ceglarz                                  |           |         |
| 2014                                     | En cours | Ludovic Leggeri Réélu pour le mandat 2020-2026 |           |         |

## Population et société

### Démographie
L'évolution du nombre d'habitants est connue à travers les recensements de la population effectués dans la commune depuis 1793. Pour les communes de moins de 10 000 habitants, une enquête de recensement portant sur toute la population est réalisée tous les cinq ans, les populations de référence des années intermédiaires étant quant à elles estimées par interpolation ou extrapolation. Pour la commune, le premier recensement exhaustif entrant dans le cadre du nouveau dispositif a été réalisé en 2007.

En 2022, la commune comptait 1 457 habitants, en évolution de −4,52 % par rapport à 2016 (Meurthe-et-Moselle : −0,13 %, France hors Mayotte : +2,11 %).
| 1793 | 1800 | 1806 | 1821 | 1831 | 1836 | 1841 | 1846 | 1851 |
| ---- | ---- | ---- | ---- | ---- | ---- | ---- | ---- | ---- |
| 392  | 625  | 686  | 660  | 708  | 786  | 853  | 862  | 907  |

| 1856 | 1861 | 1872 | 1876 | 1881 | 1886 | 1891 | 1896 | 1901 |
| ---- | ---- | ---- | ---- | ---- | ---- | ---- | ---- | ---- |
| 816  | 844  | 783  | 757  | 775  | 757  | 735  | 707  | 695  |

| 1906 | 1911 | 1921 | 1926 | 1931 | 1936 | 1946 | 1954 | 1962 |
| ---- | ---- | ---- | ---- | ---- | ---- | ---- | ---- | ---- |
| 670  | 649  | 548  | 531  | 531  | 536  | 536  | 561  | 885  |

| 1968 | 1975 | 1982  | 1990  | 1999  | 2006  | 2007  | 2012  | 2017  |
| ---- | ---- | ----- | ----- | ----- | ----- | ----- | ----- | ----- |
| 780  | 846  | 1 130 | 1 228 | 1 242 | 1 428 | 1 455 | 1 553 | 1 503 |

| 2022  | - | - | - | - | - | - | - | - |
| ----- | - | - | - | - | - | - | - | - |
| 1 457 | - | - | - | - | - | - | - | - |

## Culture locale et patrimoine

### Lieux et monuments
- Église Saint-Georges XIXe, qui remplaça les églises des deux Saizerais, de Saint-Georges d'une part, de Saint-Amand d'autre part.

### Personnalités liées à la commune

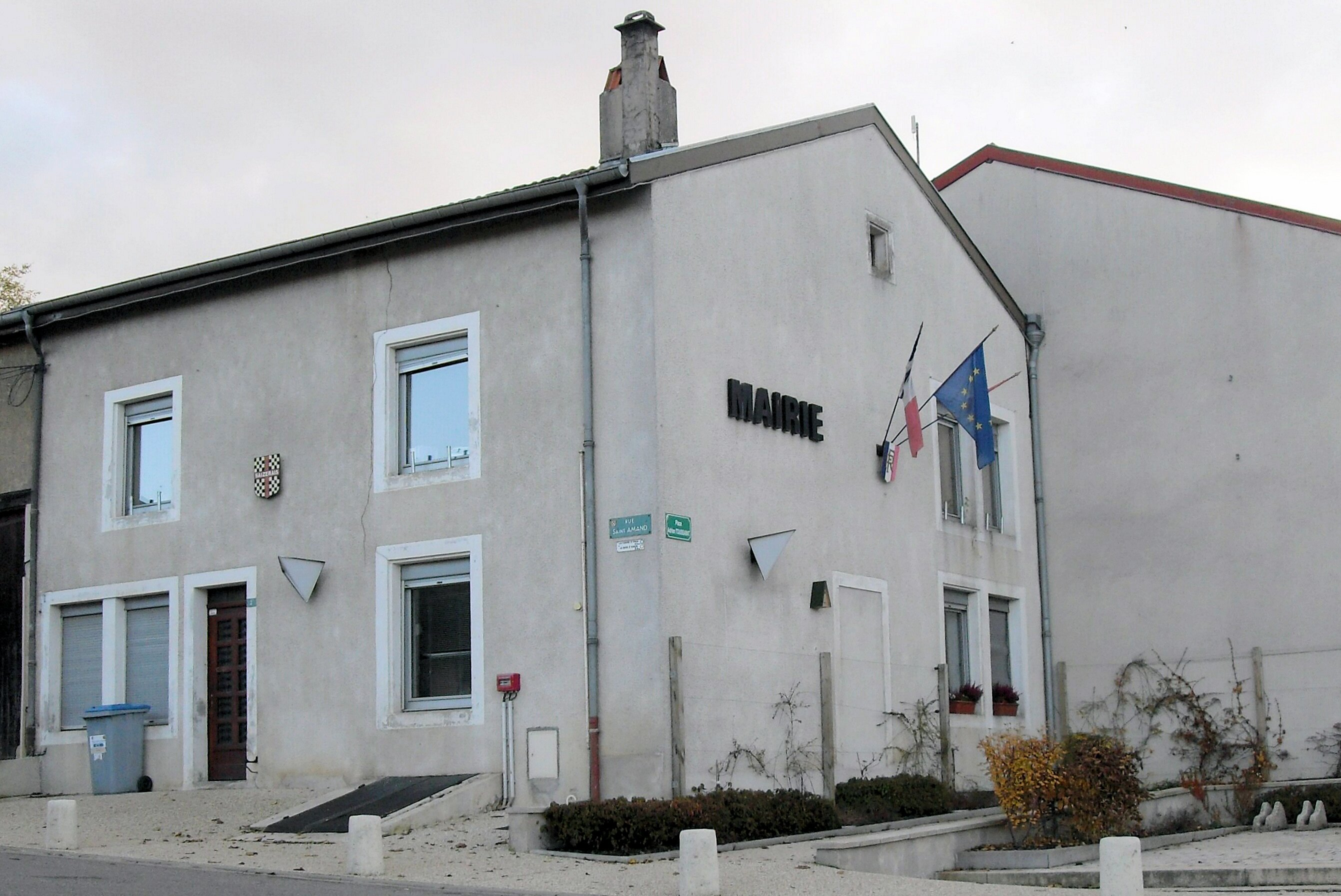
Place Adrien-Toussaint.

- Adrien Toussaint, né à Saizerais le 21 juillet 1895, mort en 1951, coureur cycliste (Tour de France en 1924, 1925, 1926 et 1927), résistant durant la Seconde Guerre mondiale, déporté à Neuengamme et libéré en juin 1945.

### Héraldique, logotype et devise
| Blason de Saizerais | Blason  | Échiqueté de sable et d’or, à la croix de gueules brochant sur le tout. |
| Blason de Saizerais | Détails | Saizerais dépendait de la forteresse de Lavantgarde, qui avait pour blason un échiqueté d’or et de sable. La croix de gueules est le symbole de Saint Georges patron de la paroisse. Le statut officiel du blason reste à déterminer. |